# Madrassa marínida de Salé
La Madrassa marínida de Salé, també coneguda com Madrassa d'Abu al-Hassan, o més comunament Madrassa Attalâa, és una antiga madrassa construïda a la ciutat de Salé, a l'àrea de Rabat-Salé-Zemmour-Zaer al Marroc. L'edificà entre el 1333 i el 1341 el soldà Abu-l-Hàssan Alí ben Uthman (r. 1331 - 1351), sota la dinastia marínida. És una de les madrasses més petites del Marroc. La madrassa es troba al nord-oest del Marroc, a la ciutat de Salé, al barri de vianants de Talâa, just al sud de la Gran Mesquita de Salé.

## Història

### Època medieval
Construïdes durant la dinastia marínida, les madrasses tingueren una funció cultural, educativa i política, s'erigiren per restaurar l'ensenyament religiós i la ciència, també van servir per enfortir el poder polític de sobirans. Hi ha madrasses a Fes, Taza, Tlemcen i Meknés.
La de Salé s'aixecà en la primera meitat del segle XIV sota el regnat del soldà marínida Abu-l-Hàssan Alí ben Uthman, al districte de Talâa, a prop de la Gran Mesquita de Salé, al mateix temps que les altres madrasses erigides en altres ciutats del Marroc. Es va acabar el divendres 30 de novembre del 1341.
La madrassa es va destinar a l'ensenyament de l'Alcorà i l'allotjament d'estudiants: xaria, literatura, Usul al-fiqh, lingüística, filosofia, medicina s'hi ensenyava.
Quan Ibn al-Khatib, l'escriptor àrab andalusí, va visitar la madrassa poc després de la seua inauguració, hi trobà un centenar de poetes. També indica en la seua obra El camí exemplar que en el seu temps, la gent de Salé "feu una gran contribució a totes les ciències, alhora que tenia la prerrogativa de determinades àrees del coneixement", perquè alguns notables de Fes i altres ciutats van anar a Salé a aprendre medicina, sufisme, etc. Entre aquests hi havia: Omar ibn Ghayat, Abi al-Fadl al-Ajlani, i Ahmed ibn Acher al-Andaloussi.
El primer degà de la madrassa fou Ahmed ibn Al-Hafid, mentre que Ali ben Brahim al-Malqi en fou el primer professor de llengua àrab i també de fiqh (jurisprudència islàmica) al matí i tafsir (exegesi de l'Alcorà) entre les dues oracions del vespre.
Després, hi impartiren classe alguns ulemes del Marroc, Tlemcen, Al-Àndalus, com ara: Abdallah ben Youssef al-Othmani, conegut com Ibn Sebbagh († cap al 1346), Ali ben Moussa al-Matmati († cap al 1371), Abu Al-Qasim Mohamed ibn Daoud al-Fakhar († cap al 1397), Said al-Aqbani († cap al 1408) i Ali ben Atia († cap al 1379): aquests dos ocupaven el càrrec de cadi sota els Banû Marīn de Salé; el cadi Abu Mohamed Abdallah ibn Abi Said i l'explorador del seu fill Abu Said Faraj ibn Abdallah ibn Said i Mohamed ibn Omran al-Fanzari, conegut com a Ibn al-Majrad († cap al 1412).

### Època contemporània

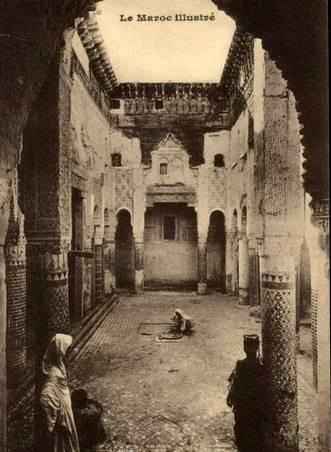
La madrassa marínida de Salé el 1910

El darrer professor en fou Ahmed ibn Mohamed ibn Moussa al-Hamssassi; hi va ensenyar, del 1884 al 1892, gramàtica, retòrica, lògica i ciències de la religió (fiqh, hadith i sufisme). Llavors la madrassa es transformà en una escola per ensenyar només l'Alcorà, i Mohamed ibn Salem al-Hanaoui († 1325 de l'hègira) fou el darrer mestre de la madrassa.
Restaurada a finals del segle XVIII pel cadi de Salé, Mohamed Ben Hajji Zniber, després al 1864 per Mohamed Ben Abd el-Hadi Zniber i més tard pel servei colonial francés de Belles Arts, la madrassa fou classificada com a Patrimoni nacional pel dahir del 9 de setembre del 1922. La descriu l'historiador Mohamed ibn Ali Doukkali com una de les madrasses més petites i belles per la disposició, decoració i arquitectura, que assoliren un alt nivell de perfecció.
Després de l'establiment del protectorat colonial francés al Marroc, la madrassa no funcionà ja com abans. A diferència de les altres madrasses, la de Salé fou totalment remodelada entre el 1921 i el 1924, i els treballs de consolidació en continuaren entre el 1922 i el 1924.
La madrassa marínida tornà a arranjar-se entre el 2001 i el 2005 pel Ministeri de Cultura.
Des del 2006, la madrassa marínida acull el Festival biennal de Karacena.

## Arquitectura
La Madrassa marínida de Salé està ricament decorada: els sòls estan coberts amb zelliges (peces de ceràmica vidriada), les parets són d'estuc i fusta de cedre tallada, els frisos són de guix i fusta tallada, la coberta de teules vidriades, i les columnes estan rematades amb capitells de pedra amb fulles i caragols.
Es va edificar en tres nivells, tret del costat nord on hi ha una sala d'oració (hàram) amb un sostre que té al bell mig una cúpula (koubba). Com és tradició, el mihrab està finament decorat, excavat a la paret.
Té una superfície de gairebé 180 m2, i un pati rectangular d'uns 42 m2, al bell mig del qual hi ha una font d'ablució. Està envoltat de quatre naus sobre les quals descansen dos pisos de cel·les per als estudiants. La presència de sales per a estudiants va afavorir l'ús de la madrassa com a alberg.
Té una arquitectura única amb les escriptures cúfiques policromes per tot l'edifici.
La porta, bellament treballada amb un arc de ferradura trencat, remata amb un fris, i una marquesina de cedre tallat, ennegrida pels segles, precedida per una escala de pedra que dona accés al pati.
Una inscripció, gravada en una llosa de marbre blanc, explica que la madrassa fou construïda per l'Amir al-muminin ('guia dels fidels') el 1333.

## Galeria

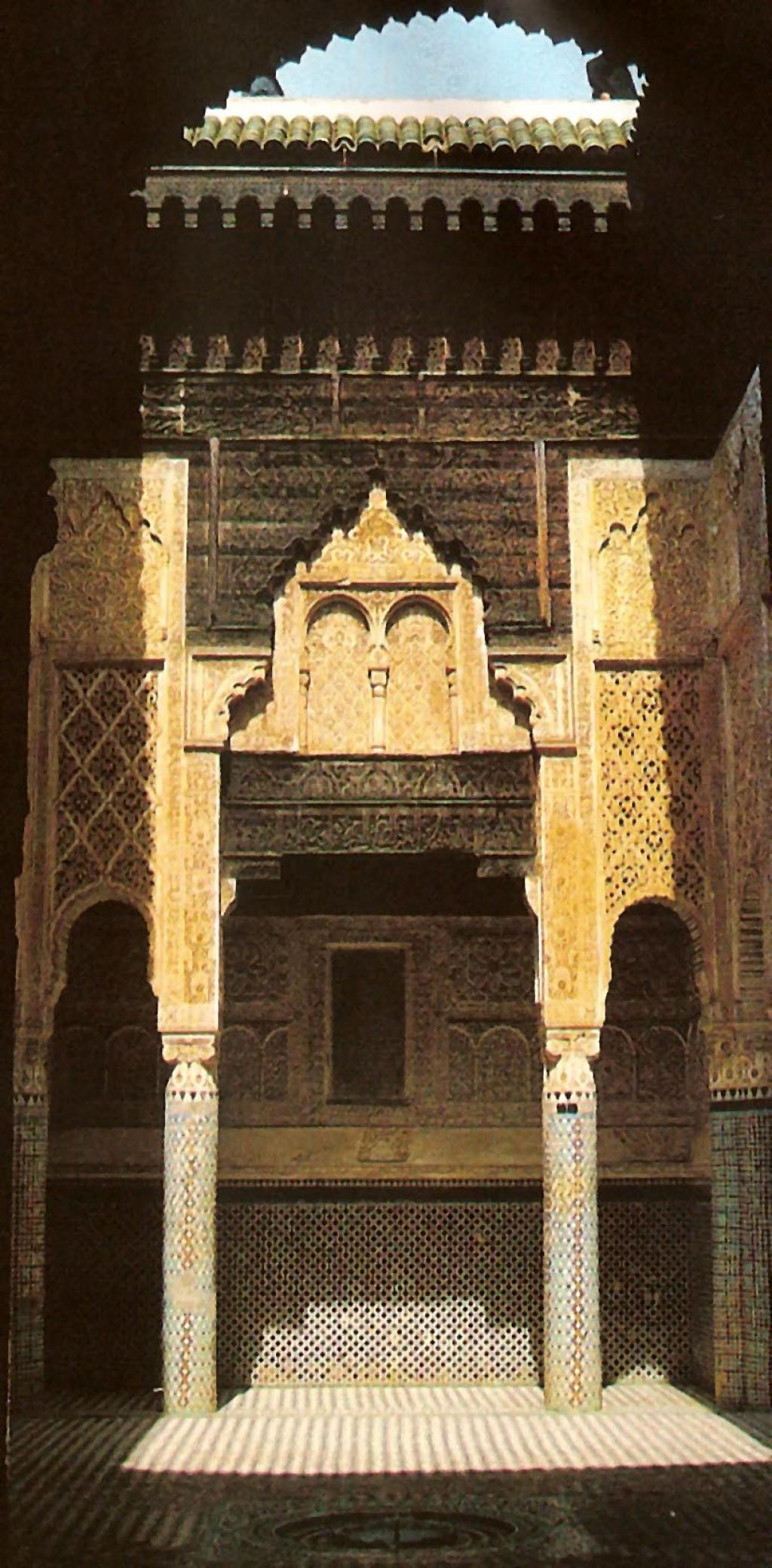
La madrassa abans de l'última restauració pel Ministeri de Cultura del Marroc
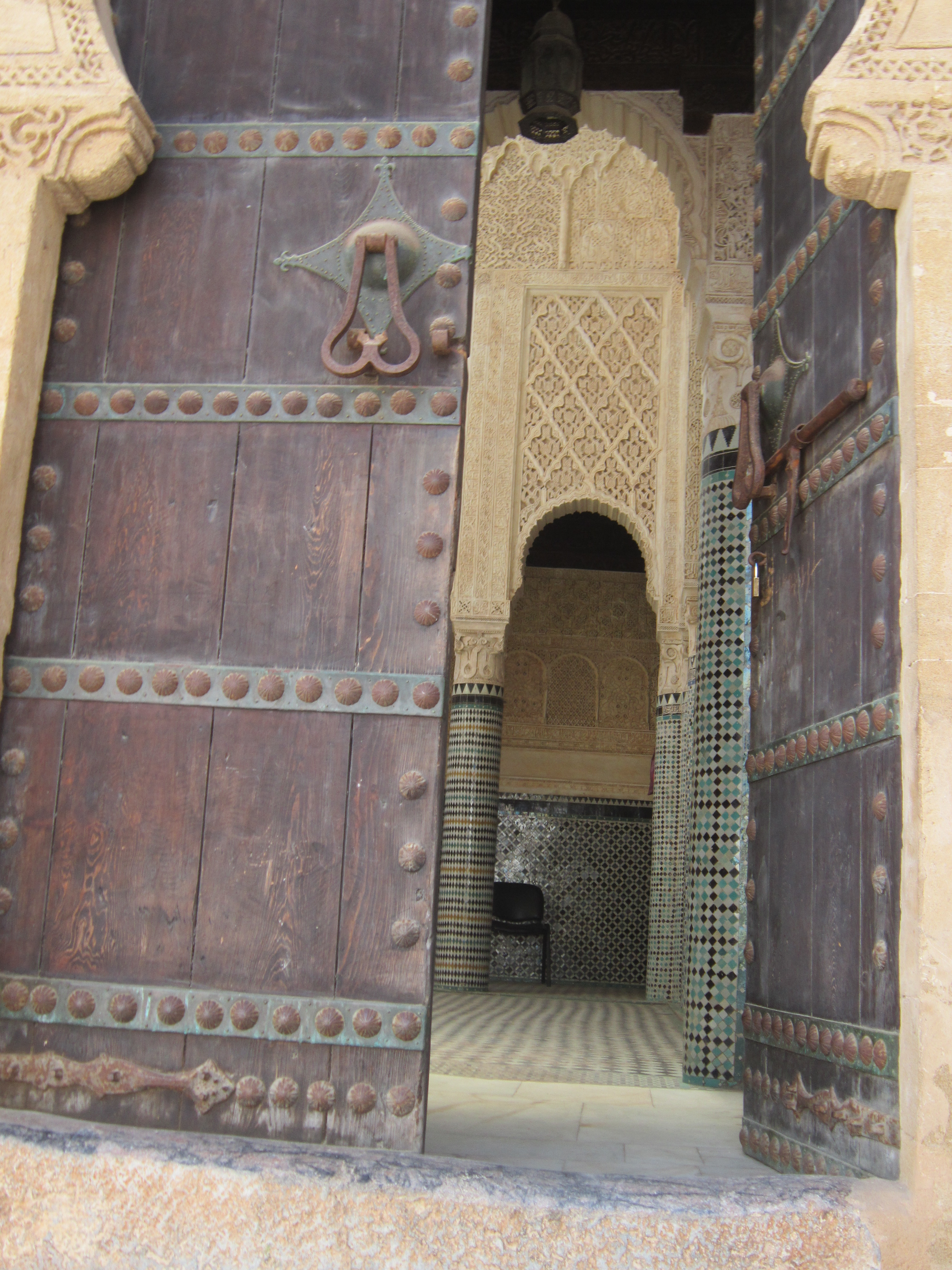
Porta d'entrada
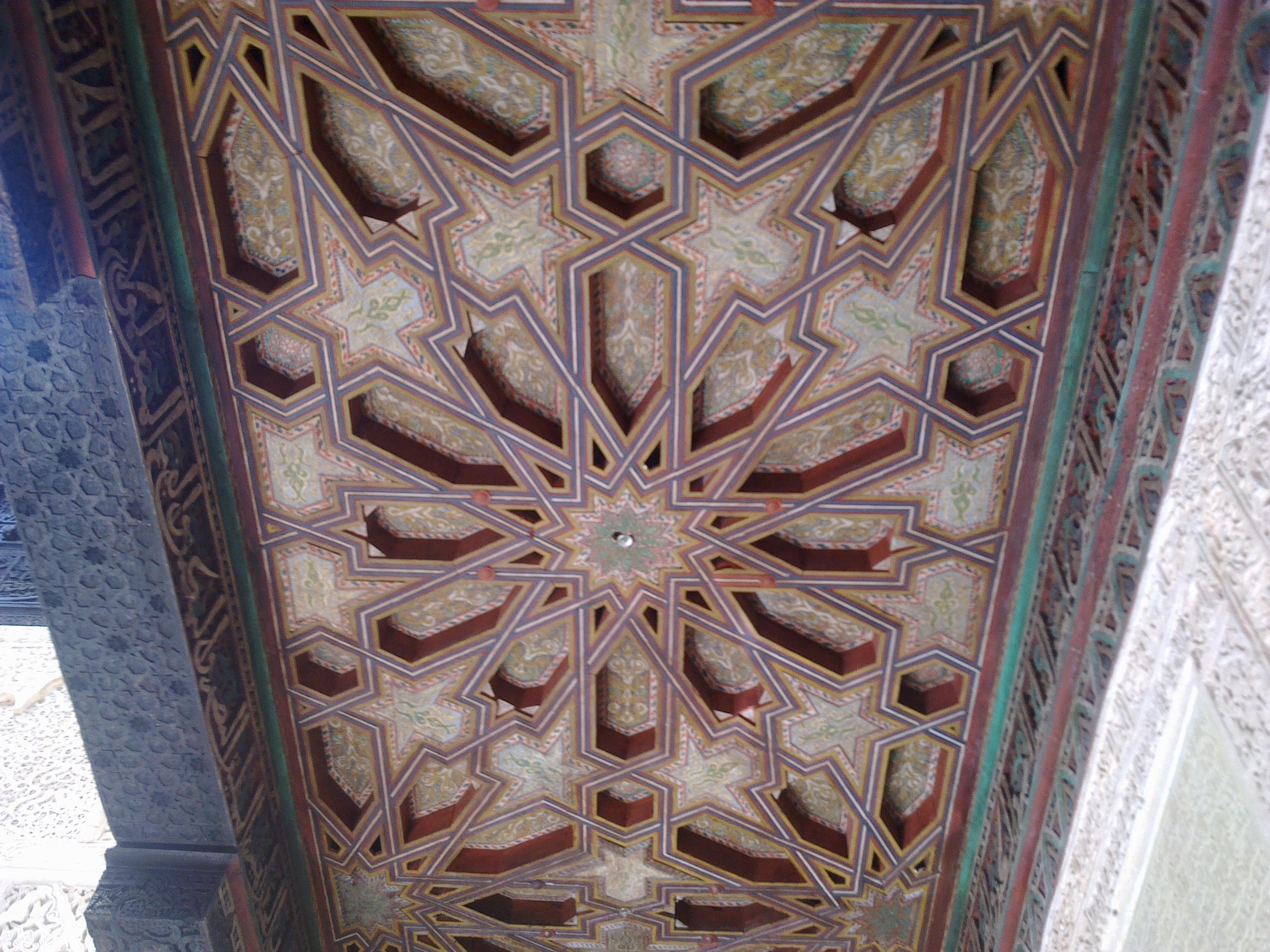
El sostre enteixinat
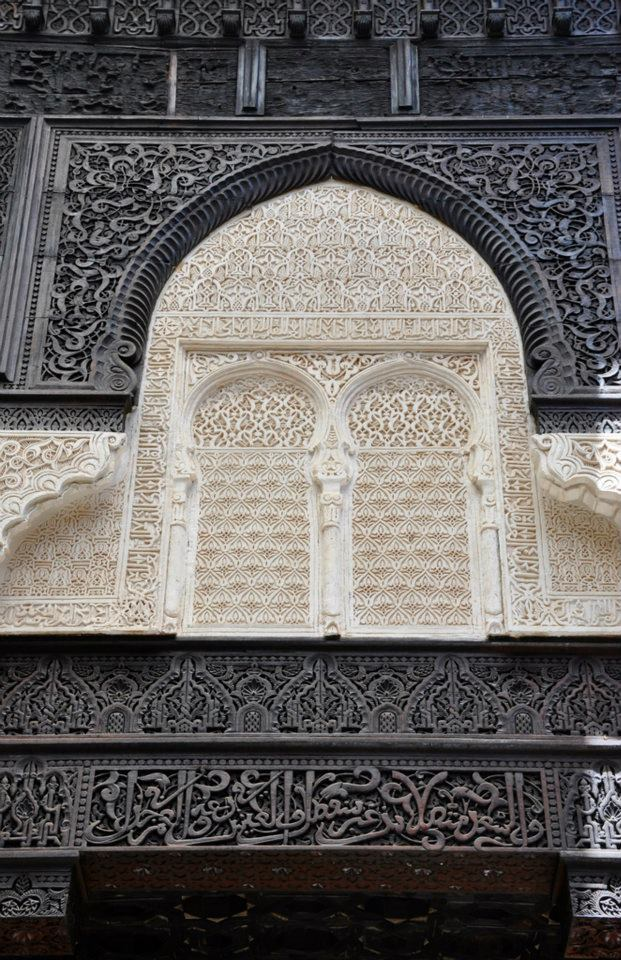
Detalls arabescos
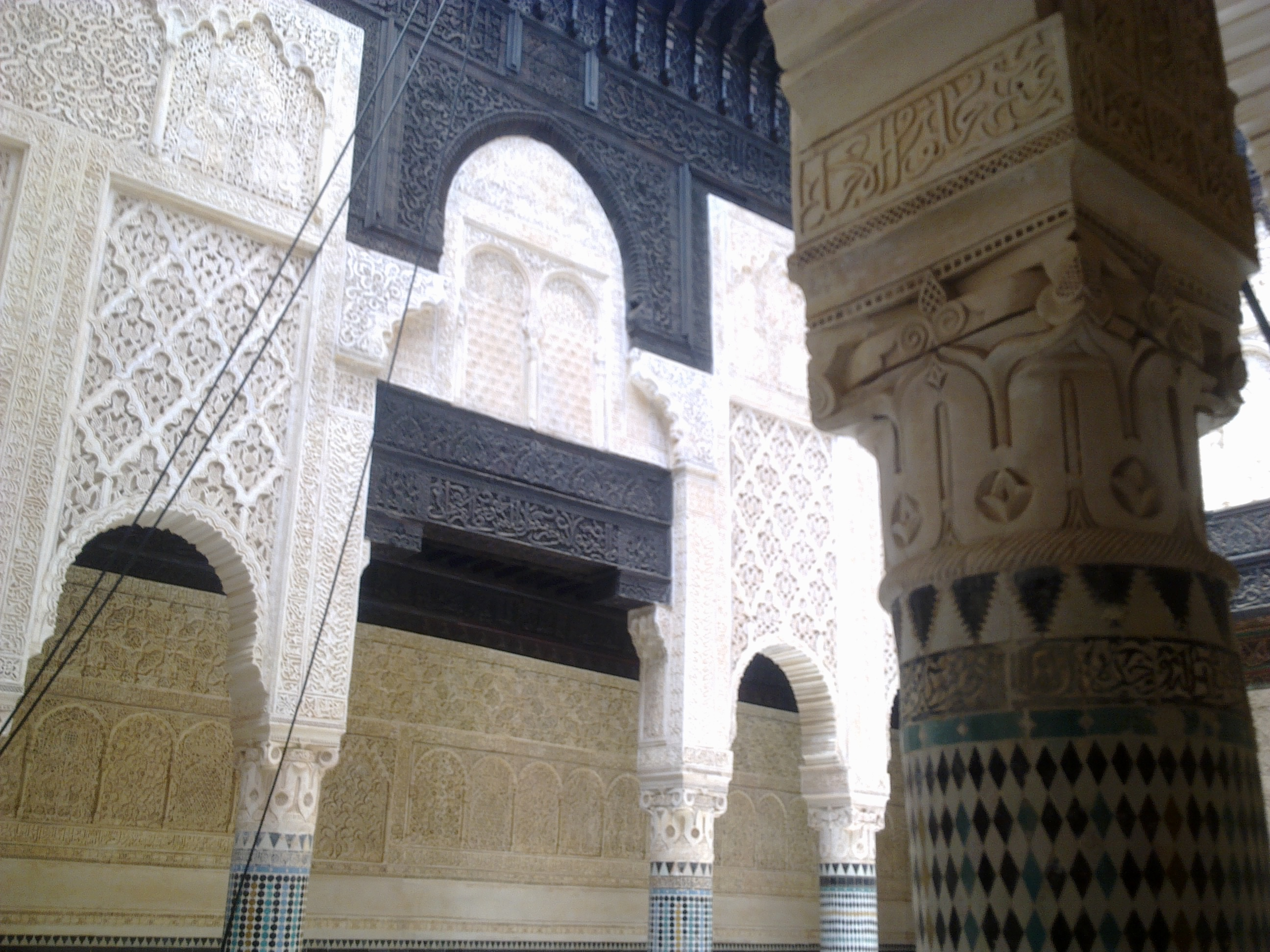
Arquitectura andalusina de la Madrassa de Salé
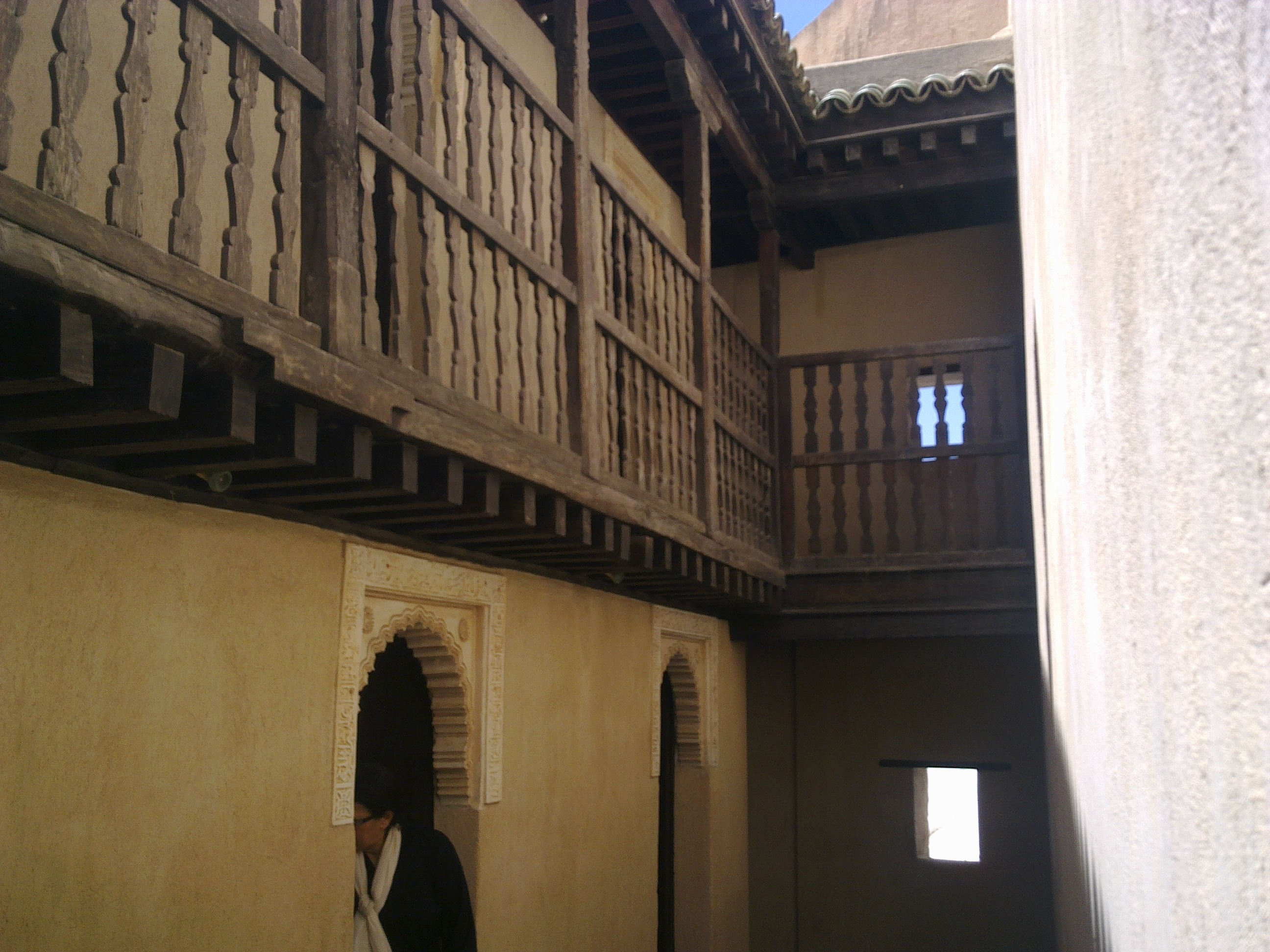
Cel·les d'estudiants
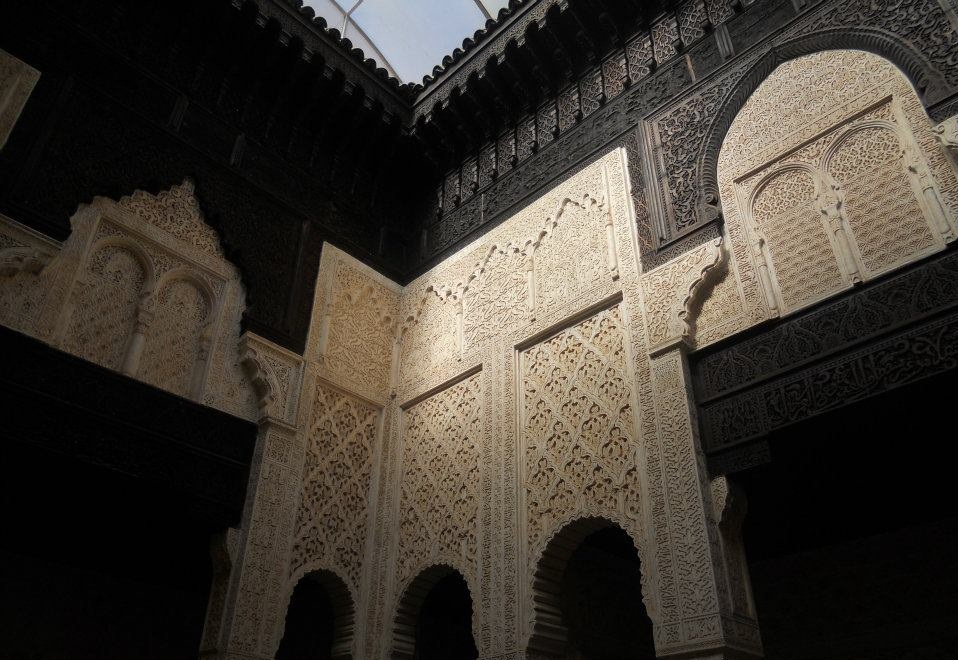
Vista de la Madrassa marínida de Salé